# Eupithecia wehrlii
Eupithecia wehrlii là một loài bướm đêm trong họ Geometridae.